# 恩赫泰万·阿里温包勒德
恩赫泰万·阿里温包勒德（1995年10月8日—），蒙古男子柔道运动员，2022年世界柔道锦标赛男子60公斤级银牌得主、2022年亚洲运动会混合团体铜牌得主。